# 密花翠雀花
密花翠雀花（学名：Delphinium densiflorum）是毛茛科翠雀属的植物。分布在尼泊尔、印度以及中国大陆的青海、甘肃等地，生长于海拔3,300米至4,500米的地区，多生于河滩、山谷灌丛和冲积扇上，目前尚未由人工引种栽培。

## 别名
文阿玛保（西藏藏族）